# برنامج محاكاة الصوت المحسن للمهندسين
برنامج محاكاة الصوت المُحسَّن للمهندسين (EASE) هو برنامج للتحليل والتصميم الهندسي يعمل على تحسين الصوت بأكبر قدر ممكن.
يتضمن المنتج الكامل رخصة ومحمي بموجب حقوق النشر، كما يمكنه إجراء التحليلات المعقدة في المساحات ثلاثية الأبعاد. ولكن توجد نسخة مجانية على الويب متاحة لإجراء التحليل ثنائي الأبعاد ولكنه يتسم بخصائص هندسية محدودة.

## وصلات خارجية
- www.auralisation.de